# Lustrum
Het lustrum (mv. lustra, lustrums), van het Latijn luere (zuiveren), was van oorsprong een zoenoffer en zuiveringsritueel dat de Romeinen hielden na het afnemen van een census. Omdat dit een vijfjaarlijks gebeuren was, kreeg lustrum als tweede betekenis een periode van vijf jaar.
Het afsluiten van de census gebeurde door een plechtigheid om de zegen af te smeken voor het kadaster en tegen rampen. Dit gebeurde door een censor. Een stier, een schaap en een varken werden geofferd op het Marsveld.
Het was een speciale vorm van lustratio waarbij alle mannelijke Romeinse burgers als waren ze een leger door de censores verzameld werden op het Marsveld buiten het pomerium. Nadat men driemaal in een magische kring rond de groep burgers gelopen had met suovetaurilia (d.i. een offerdierengroep bestaande uit een varken (sus), een schaap (ovis) en een stier (taurus)), werden deze dieren geofferd aan Mars (oorspronkelijk werden ze begraven). Dit zuiverde het volk. Hierop leidde de censor het volk terug naar de stad.
Tegenwoordig heeft het twee betekenissen:
1. periode van vijf jaar;
2. feest dat na elke periode van vijf jaar wordt gehouden.

Het vieren van lustra is vooral een gebruik bij universiteiten en daaraan gekoppelde organisaties, zoals studentenverenigingen.